# EMD MP15DC
EMD MP15DC – amerykańska uniwersalna lokomotywa spalinowa, budowana w latach 1974–1983 przez oddział General Motors – Electro-Motive Division. Wyprodukowano 351 egzemplarzy. Zastąpiła lokomotywy serii SW1500. 
Nomenklatura MP15DC (Multi-Purpose locomotive, 1500 hp, DC generator) oznacza lokomotywę wielozadaniową o mocy 1500 KM z przekładnią elektryczną z generatorem prądu stałego.
Poszczególne egzemplarze lokomotyw MP15DC różnią się zewnętrznie wyglądem pokrywy filtra powietrza do silnika, która znajduje się tuż przed kabiną maszynisty. Występują trzy rodzaje pokryw: standardowa płaska, z kwadratową osłoną filtra powietrza oraz ze skośną osłoną filtra powietrza. Inne nieznaczne różnice zewnętrzne dotyczą także oszklenia kabiny w poszczególnych egzemplarzach. 
Obecnie największym użytkownikiem lokomotyw MP15DC jest kolej Union Pacific.

## MP15AC
Wersją rozwojową jest lokomotywa MP15AC, budowana w latach 1974–1984, w której zastosowano alternator prądu przemiennego z prostownikami krzemowymi zamiast generatorów prądu stałego. Wyprodukowano 246 sztuk lokomotyw MP15AC.